# Izrail Bieskin
Izrail Sołomonowicz Bieskin (ros. Израиль Соломонович Бескин; ur. 13 listopada?/25 listopada 1895 w Witebsku, zm. 15 stycznia 1964 w Irkucku) – radziecki wojskowy, generał porucznik artylerii, Bohater Związku Radzieckiego (1945).

## Życiorys
Urodził się w żydowskiej rodzinie robotniczej. Uczył się w chederze, później w gimnazjum w Charkowie. W 1914 został powołany do rosyjskiej armii, został podoficerem artylerii, za zasługi bojowe otrzymał dwa Krzyże św. Jerzego. Od 1918 służył w Armii Czerwonej, w 1920 ukończył moskiewskie kursy artylerii ciężkiej, uczestniczył w walkach z białogwardzistami i interwentami na Dalekim Wschodzie, w 1939 przyjęto go do WKP(b). Brał udział w wojnie z Finlandią 1939–1940 i wojnie z Niemcami 1941–1945 jako szef artylerii korpusu zmechanizowanego i zastępcą szefa artylerii armii, od 27 stycznia 1943 w stopniu generała majora artylerii, a 22 sierpnia 1944 generała porucznika artylerii. W 1945 dowodził artylerią 70. Armii 2 Frontu Białoruskiego, organizował działania artylerii podczas operacji wiślańsko-odrzańskiej i przy forsowaniu Odry na południe od Szczecina, zadając wrogowi duże straty w sile żywej i technice. W czerwcu 1950 ukończył Wyższe Kursy Akademickie przy Wojskowej Akademii Sztabu Generalnego, dowodził artylerią Wschodniosyberyjskiego Okręgu Wojskowego, w 1953 zakończył służbę wojskową.

## Odznaczenia
- Złota Gwiazda Bohatera Związku Radzieckiego (31 maja 1945)
- Order Lenina (trzykrotnie - 9 października 1943, 21 lutego 1945 i 31 maja 1945)
- Order Czerwonego Sztandaru (trzykrotnie, m.in. 9 lutego 1944)
- Order Suworowa I klasy (10 kwietnia 1945)
- Order Suworowa II klasy (8 lutego 1943)
- Order Kutuzowa I klasy (23 lipca 1944)
- Medal „Za zwycięstwo nad Niemcami w Wielkiej Wojnie Ojczyźnianej 1941–1945”
- Medal „Za obronę Moskwy”
- Medal „Za obronę Stalingradu”
- Medal „Za wyzwolenie Warszawy”
- Medal jubileuszowy „XX lat Robotniczo-Chłopskiej Armii Czerwonej”
- Krzyż Zasługi Wojskowego Orderu Świętego Jerzego III klasy
- Krzyż Zasługi Wojskowego Orderu Świętego Jerzego IV klasy
- Order Krzyża Grunwaldu II klasy (Polska Ludowa)
- Medal za Warszawę 1939–1945 (Polska Ludowa)
- Medal za Odrę, Nysę, Bałtyk (Polska Ludowa)